# Andrzej J. Jaroszewicz

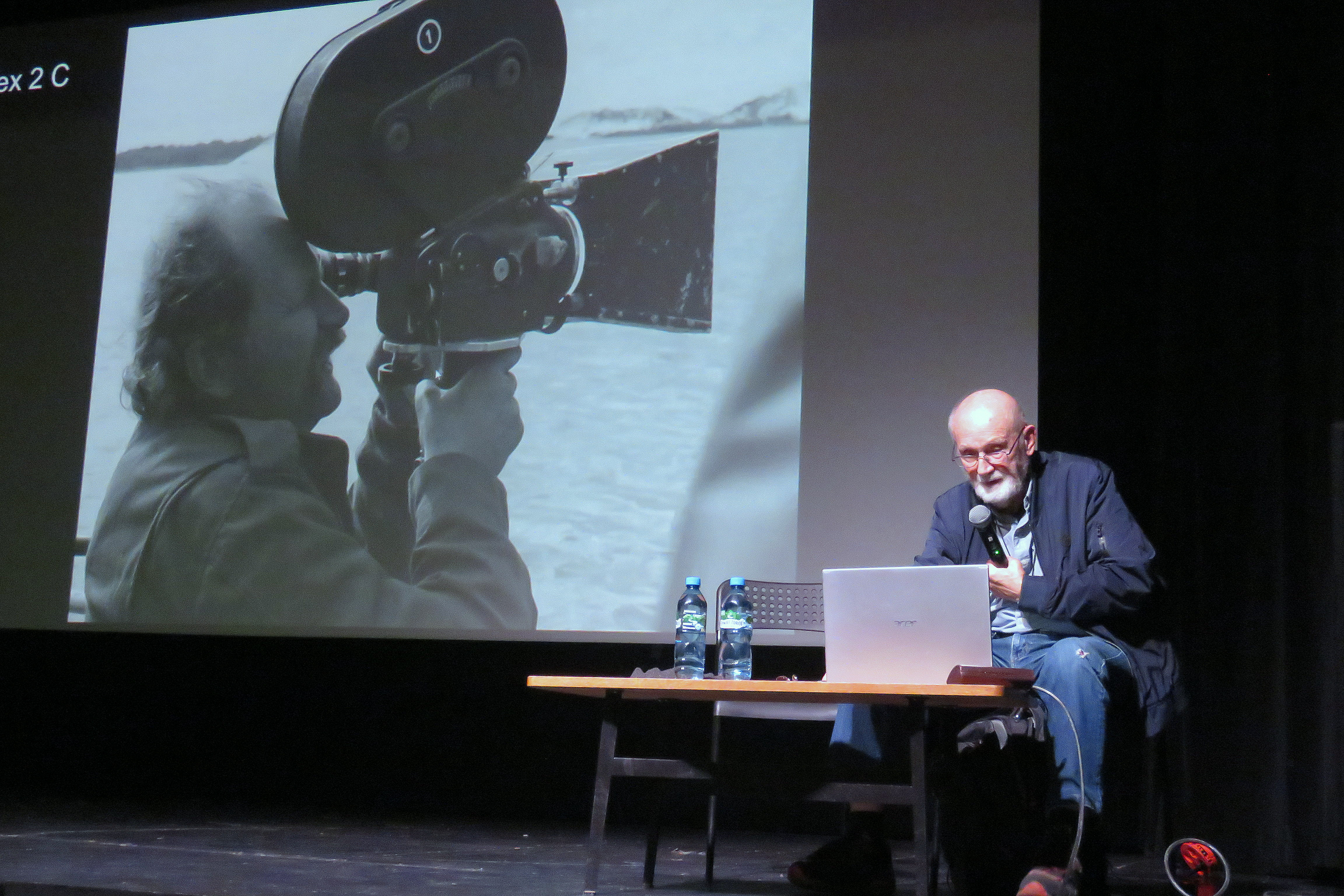
Andrzej J. Jaroszewicz podczas rozmowy o filmie Andrzeja Żuławskiego Na srebrnym globie; Warszawa, 8 listopada 2023

Andrzej Jarosław Jaroszewicz (ur. 12 maja 1938 w Białej Podlaskiej) – operator i reżyser filmowy. 

## Życiorys
Pobierał nauki rysunku w Studium Nauczycielskim w latach 1956–1959. Od 1959 do 1963 pracował jako asystent reżysera przy kilku krajowych produkcjach. Pierwszy raz na studia zdawał w 1955, przyjęty został w 1963 (od razu na drugi rok). W 1966 ukończył studia na Wydziale Operatorskim PWSTiF w Łodzi. 
Zajmuje stanowisko przewodniczącego Stowarzyszenia Twórców Obrazu Filmu Fabularnego.
Jest ojcem operatora filmowego Mikołaja Jaroszewicza i reżyserki Magdaleny Jaroszewicz.

## Dorobek
Jest autorem zdjęć do wielu filmów, m.in.:
- Amerykański dla niezbyt zaawansowanych (2005)
- Quo vadis (2001)
- Nie ma zmiłuj (2000)
- Szamanka (1996)
- Błękitna nuta (1991)
- Borys Godunow (1989)
- Dekalog VIII (1988)
- Noc poślubna w biały dzień (1982)
- Opętanie (1981)
- Na srebrnym globie (1976 / 1987)
- Diabeł (1972)

## Odznaczenia i nagrody
- Złoty Krzyż Zasługi (2005)[1]
- Złote Grono na Lubuskim Lecie Filmowym w Łagowie za zdjęcia do filmu Gra ślepca (1986)
- Nagroda Specjalna dla Polskiego Duetu: Autor Zdjęć – Reżyser (wspólnie z Andrzejem Żuławskim) przyznana na 10. Międzynarodowym Festiwalu Sztuki Autorów Zdjęć Filmowych Camerimage w Łodzi (2002)
- Brązowy Medal „Zasłużony Kulturze Gloria Artis” (2016)[2]
- Nagroda Stowarzyszenia Autorów Zdjęć Filmowych (PSC) za całokształt twórczości (2019)
- Nagroda 100-lecia ZAiKS-u (2019)[3]
- Nagroda Stowarzyszenia Filmowców Polskich za wybitne osiągnięcia artystyczne (2020)[4]